# Bayshore (Oregon)
Bayshore az Amerikai Egyesült Államok északnyugati részén, Oregon állam Lincoln megyéjében elhelyezkedő statisztikai település. A 2020. évi népszámlálási adatok alapján 952 lakosa van.